# Mike and Jake Join the Army
Mike and Jake Join the Army è un cortometraggio del 1914 diretto da Allen Curtis. Prodotto e distribuito dall'Universal Film Manufacturing Company (con il nome Joker), uscì in sala il 21 gennaio 1914.